# 佩爾岩
佩爾岩（英語：Per Rock）是南極洲的岩層，位於毛德皇后地的阿斯特里德公主海岸，處於帕爾岩以北1.5公里的北極研究所岩，由德國探險隊發現和拍攝照片，現時由南極條約體系管理。